# Ludwigia
Pour les articles homonymes, voir Jussie.
Pour le genre de coléoptère de la tribu des Agapanthiini, voir Ludwigia (insecte) (Ludwigia lixoides, genre monospécifique).
Genre
Classification phylogénétique
Sous-famille
Genre
Ludwigia est un genre de plantes à fleurs de la famille des Onagraceae. Il comprend environ 75 espèces réparties dans les régions chaudes et tempérées du monde entier. Ce sont des plantes aquatiques.
Certaines de ces espèces sont appelées « Jussie ». Celles qui prennent ce nom sont des espèces autrefois placées dans le genre Jussiaea (en référence au botaniste français Bernard de Jussieu), maintenant intégré à Ludwigia. Il s'agit plus précisément de la jussie rampante (Ludwigia peploides) et de la jussie à grandes fleurs (Ludwigia grandiflora). D'autres espèces sont appelées « Isnardie » car anciennement placées dans le genre Isnardia. D'autres enfin sont appelées « Ludwigie ».
Certaines d'entre elles sont considérées comme des plantes envahissantes dans certaines régions d'Europe, notamment la France. La plante se multiplie rapidement et envahit totalement la zone aquatique disponible, captant à son seul profit toute la lumière, consommant les ressources et interdisant par sa densité subaquatique tout déplacement de petits organismes (poisson, tortue, poule d'eau, etc.) au point d'éliminer totalement toute autre espèce de flore et une grande partie de la faune. La méthode correcte de tentative d'élimination est l'arrachage sur plusieurs années successives.

## Caractéristiques générales
Ce sont des plantes aquatiques herbacées, flottantes et pourvues de longues tiges. Elles se développent dans les eaux calmes ou assez calmes jusqu'à 2 à 3 m de profondeur.
Les ludwigias sont hétérophylles : elles produisent deux types distincts de feuilles, selon qu'elles soient émergées ou submergées.
On a montré[style à revoir] chez Ludwigia arcuata Walt. qu'un traitement à l'éthylène gazeux conduit à ce que les bourgeons de feuilles émergées produisent des feuilles ayant la forme et l'aspect de feuilles submergées, de même quand on expose les feuilles à l'ACC (1-aminocyclopropane-1-carboxylic acid), un précurseur de l'éthylène. Inversement, un traitement à l'acide abscissique (ABA) induit la formation de feuilles de type terrestre sur les pousses submergées. Ces deux molécules sont des phytohormones communes dans le monde végétal. La mesure de la concentration d'éthylène endogène à l'intérieur de pousses submergés a confirmé que le taux de ce gaz était plus important que dans les pousses émergées.
En revanche, le taux endogène d'ABA des pousses terrestre était plus élevé que celui des pousses submergées. Pour clarifier le rôle respectif de ces deux molécules, des plantes ont été exposées aux deux molécules à la fois, et dans ce cas, les effets de l'ABA étaient dominants, induisant la production de feuilles de type terrestre à partir de tous les bourgeons (émergés ou immergés), ce qui laisse penser que l'ABA a une fonction située plus en aval que celle de l'éthylène dans les chaînes de transduction du signal pour former les changements hétérophylle. L'éthylène s'est montrée capable d'inhiber la production endogènes de l'ABA dans les tissus de L. arcuata, qui produit alors des feuilles de type aquatique.
Quand une Ludwigia arcuata Walt. qui a poussé en condition aériennes est expérimentalement submergée, les jeunes feuilles en développement semblent chercher à s'adapter, et prennent une forme intermédiaire entre celle des feuilles aériennes et immergées (en forme de spatule ou de cuillère). Un tel changement peut aussi être produit en exposant la plante émergée à de l'éthylène.

La température du milieu semble souvent en cause dans l'hétérophyllie des plantes aquatiques. Elle pourrait ne jouer qu'un rôle secondaire chez tout ou partie des ludwigias, en lien avec une production d'éthylène inhibée sous une certaine température.
Les tiges florifères émergent du plan d'eau de 50 à 80 cm. Chez certaines ludwigias comme Ludwigia peploides, deux types de racines très différents émergent simultanément à partir des nœuds, dont l'une est dite aérifère (car gonflée de gaz), permettant à la plante de flotter et fleurir hors de l'eau. Le périderme diffère selon qu'il est émergé ou immergé.
Les fleurs sont fécondées par des insectes qui viennent collecter du nectar et du pollen, à un rythme circadien ; ce sont par exemple au Brésil des abeilles solitaires telles que Tetraglossula ventralis (Hymenoptera : Colletidae) ou du genre Heterosarellus (Hymenoptera: Andrenidae) dans le cas de Ludwigia elegans, avec dans le milieu originel une coadaptation entre la plante et ses pollinisateurs.
Les fruits sont des capsules allongées renfermant de nombreuses graines. Chez Ludwigia leptocarpa, une étude a montré que la taille des graines à elle seule (ni les différences génétiques entre les plantes) ne permettait pas de prédire la taille de la future plante dans une population. En conditions d'expérimentation, les grosses graines ont cependant avantagé la plante qui en était issue, quand elle était en situation d'interaction avec d'autres plantes de la même espèce issues de graines plus petites.
Ces plantes se reproduisent facilement par boutures, ce qui favorise leur prolifération.

## Aire de répartition
Le genre Ludwigia a une aire de répartition assez cosmopolite. Certaines espèces, comme Ludwigia palustris sont indigènes en Europe occidentale, d'autres plus nombreuses sont originaires des régions tropicales d'Amérique et d'Australie, mais aussi d'Asie ou d'Afrique.
Certaines espèces introduites à des fins ornementales en Europe et en Amérique du Nord s'y sont acclimatées et s'y comportent comme des espèces envahissantes. En France, L. grandiflora aurait par exemple été introduite au XIXe siècle dans le Lez (à Montpellier, et avec une autre ludwigia, proche, elle colonise progressivement tous les plans d'eau calme ou berges à courants lents de plusieurs vastes secteurs géographiques, et on la trouve localement dans des cours d'eau épisodiquement rapides, comme sur certaines berges de la Loire par exemple), avec des impacts estimés - en termes de bilan - globalement négatifs pour la biodiversité. C'est notamment le cas en France et en Europe de Ludwigia grandiflora et de Ludwigia peploides qui sont parfois sources de nuisances (pour la pêche et navigation, en colmatant des prises d'eau, des zones de baignade, débarcadères, etc.).
En France, des études morphologiques et cytogénétiques ont montré que ces deux taxons différents cohabitaient dans certaines zones, apparemment sans hybridation entre elles. Les plantes diploïdes (2n = 16) correspondent à L. peploides subsp. montevidensis (Spreng.) Corbeau, et celles qui sont décaploïdes (2n = 80) appartiennent à la sous-espèce L. grandiflora subsp. hexapetala (Hook. & Arn.) Nesom & Kartesz ; 
- les diploïdes ont surtout et d'abord colonisé la région méditerranéenne (hormis dans le sud-est de cette région),
- les polyploïdes dominent dans les autres régions.

Ces deux taxons ont une très forte croissance végétative, mais avec une stratégie de reproduction opposée : 
- les diploïdes sont auto-compatibles et ont été toujours trouvés étant très fructifères,
- les polyploïdes sont auto-incompatibles et sont la plupart du temps stériles.

Ces différences dans le mode de reproduction pourraient expliquer la substitution de L. grandiflora (cause de la première vague d'invasion datant du XIXe siècle) par L. peploides qui domine depuis la fin du XXe siècle les peuplements de Ludwigia, dans les régions du sud de la France.
Ces deux espèces, après avoir été longtemps vendues par des horticulteurs comme plante d'ornement ont finalement fait l'objet en France, le 2 mai 2007, d'un arrêté ministériel interdisant « sur tout le territoire métropolitain et en tout temps, le colportage, la mise en vente, la vente, l'achat, l'utilisation ainsi que l'introduction dans le milieu naturel, volontaire, par négligence ou par imprudence de tout spécimen » (Arrêté du 2 mai 2007, J.O no 114 du 17 mai 2007).

## Caractère envahissant et toxicité pour d'autres espèces (allélopathie)

### Caractère envahissant
Ce taxon se montre volontiers envahissant (xénophyte) notamment le long des berges, surtout dans les milieux perturbés par l'homme (canaux, berges), dont en France depuis les années 1970.
En France, on la trouve surtout autour de la Méditerranée et sur la façade atlantique, avec quelques zones d'infestation dans le nord (canal de la Colme par exemple, ou en montagne). Les conséquences écologiques varient selon les zones et les écosystèmes concernés : ainsi, parmi toutes les espèces envahissantes présentes en France, 68 % sont situées en région méditerranéenne et 62 % dans les zones humides (Verlaque et al, 2002).
Au sein de la flore aquatique, considérée comme en fort déclin presque partout, seules les espèces exotiques peuvent se faire entre elles une concurrence réelle. Ludwigia semble être un parfait exemple de cette situation avec une dynamique de population installée depuis près de deux siècles en Europe. Elle montre aussi l'aspect apparemment très aléatoire des invasions réussies, qui semblent fortement permises par l'importance des actions anthropiques sur les zones humides. Dans le cas d'introductions occasionnelles anciennes, de propagules probablement originaires de la même population (L. grandiflora en Languedoc), l'auto-compatibilité a été un atout majeur des jussies. Au contraire, les introductions récentes (depuis 1960), multiples et délibérées de plantes d'origines diverses, a favorisé les taxons allogames (comme probablement dans le cas de l'invasion du sud-ouest des Landes). L'expansion des populations monoclonales stériles sera sans doute plus facile à limiter que celles de populations fertiles, dont les graines, nombreuses, peuvent être longtemps conservées dans les sédiments. Il reste des lacunes de connaissance concernant les aires de distribution, la diversité génétique, les facteurs de croissance de l'espèce, la viabilité des graines, l'histoire des invasions, la phytochimie et l'allélopathie des ludwigias.
La biomasse de Ludwigia varie considérablement selon les contextes et le stade dans une invasion : par exemple Ludwigia grandiflora subsp. hexapetala et L. peploides subsp. montevidensis ont envahi de nombreuses zones humides en France. Un programme scientifique a porté sur la caractérisation des relations entre les biotopes, les populations végétales et les activités humaines, dans l'ouest de la France où les plans d'eau colonisés sont maintenant très nombreux. La biomasse sèche de Ludwigia spp. variait de 200 grammes de matière sèche par mètre carré en lacs peu profonds à plus de vingt fois plus (jusqu'à 4 500 grammes de matière sèche par mètre carré dans un méandre de rivière eutrophisé et ensoleillé), avec des variations importantes dans l'espace et dans le temps (saison, année). De manière générale, l'exposition au vent, à des vagues importantes et au courant réduit la biomasse par mètre carré. Du fait de la très grande capacité de reproduction végétative du taxon par fragmentation des rhizomes (libération des fragments sous l'effet de différents facteurs biotiques tels que la fréquentation de l'herbier par les animaux, les activités nautiques et de baignade, l'arrachage de la plante sans précautions…), une population de jussies est capable, en conditions optimales, de doubler sa surface d'occupation et sa biomasse toutes les deux semaines.

### Potentiel allélopathique
Le potentiel allélopathique de deux Ludwigia envahissantes : L. peploides (Kunth) Raven et L. grandiflora (Michaux) Greuter et Burdet, a été étudié et confirmé en France (toute l'année). Ces deux plantes développent en effet des tapis monospécifiques laissant penser qu'elles disposent d'une stratégie d'élimination de plantes concurrentes. L'eau de cultures expérimentales monospécifiques a été testée directement contre deux espèces cibles : la laitue (Lactuca sativa L.) (un cultivar standard utilisé pour diverses analyses d'écotoxicité) et le cresson de fontaine (Nasturtium officinale R. Brown) ; plante aquatique (hydrophyte) très résistante et très commune en France. Ces deux plantes ont été exposées à l'eau de culture prélevée durant les trois principales phases de développement des deux Ludwigia à tester (en février, mai et août). Dans chaque cas les chercheurs ont mesuré le taux de germination, de mortalité et de croissance des semis (mesure des radicules et de l'élongation de l'hypocotyle) en examinant l'état de santé de la plante. L'eau de chaque bac de culture de Ludwigia a causé une diminution de la germination pour le cresson au mois d'août, avec augmentation de la mortalité en mai pour le cresson seulement et en août pour le cresson et la laitue. La croissance des semis a été perturbée pour la laitue (en toute saison) et une chlorose des semis de cresson et de laitue est apparue, plus nettement en mai et en août. L. peploides et L. grandiflora possèdent donc bien une activité allélopathique qui influe sur la qualité de l'eau toute l'année (avec peut-être donc un risque de baisse de rendement en cas d'utilisation de cette eau en irrigation de semis). Combinée à d'autres atouts concurrentiels, cette allélopathie semble pouvoir expliquer une part au moins du caractère envahissant de ces deux espèces de Ludwigia en Europe.
Cultivées isolément, L. repens et une autre espèce envahissante, Hygrophila polysperma, grandissent à peu près à la même vitesse et produisent la même biomasse. En laboratoire, mise en compétition dans la même eau que Hygrophila polysperma (plante du sud-est asiatique introduite et devenue envahissante en Amérique), Ludwigia repens subit une inhibition de croissance et de poids, alors que sa concurrente produit moins de rameaux, mais des rameaux plus longs, ce qui semble la rendre plus compétitive et largement dominante après 12 semaines (L. Repens ne produit alors que 5 % de la biomasse qu'elle aurait produit sans cette concurrence). Ces données expérimentales suggèrent que ces deux espèces peuvent facilement coloniser des habitats dépourvus de végétation, mais qu'en mélange égal (en nombre de brins des deux espèces lors d'une colonisatrices de nouveaux habitats), H. polysperma aura l'avantage. Une population établie de L. repens se laissera probablement envahir par H. polysperma alors qu'il semble peu probable que des populations d' H. polysperma soient envahies par L. repens. L'expansion continue de H. polysperma introduite en Amérique est donc probable, avec régression de L. repens là où les deux espèces seront en concurrence.
On a aussi remarqué (en Espagne) que des poissons mangeurs de moustiques (gambusies…) ne fréquentaient pas les zones riches en Ludwigia sans encore comprendre pourquoi (absence de larve ? toxine repoussant le poisson ?).
En France, les populations de macroinvertébrés observées étaient moins diversifiées dans les herbiers de Ludwigia que dans les herbiers constitués de plantes aquatiques indigènes et localement quelques poissons ont été trouvés morts dans des herbiers denses de Ludwigia (par exemple sur la Vienne ou la Loire).

## Prédateurs
En Amérique, au moins quatre charançons qui se nourrissent de la sève de cette plante ont été identifiés comme acteurs possibles d'une lutte biologique contre certaines espèces de Ludwigia envahissantes, mais chaque espèce montre des préférences pour un taxon ou plusieurs taxons de Ludwigia plutôt que d'autres, et le risque qu'ils s'attaquent à d'autres plantes, potentiellement autochtones, doit être étudié avant un usage dans l'environnement.

## Écotoxicologie
Ludwigia stolonifera s'est montrée capable d'absorber des quantités très significatives de métaux lourds (dans les racines et feuilles flottantes) par exemple pour le nickel et un peu moins pour le cadmium.
La Jussie est présente et prolifère dans les milieux aquatiques pollués par des épandages de phosphates d’origine agricole. Ainsi, malgré son caractère néfaste d’invasion, elle a une fonction utile de plante bio-indicatrice de milieu pollué.

## Usages existants ou potentiels
Ce taxon est utilisé en médecine traditionnelle dans certains pays[Lesquels ?], et on a montré[style à revoir] qu'il contient des alcaloïdes et des tanins[réf. souhaitée].
Certaines Ludwigia contiennent des molécules qui pourraient avoir des propriétés antidiarrhéiques et/ou anticancéreuses (mais uniquement vérifié in vitro sur des lignées de cellules cancéreuses). Ces molécules sont trois nouveaux triterpènes oléananes, qui sont la (23Z)-coumaroylhédéragénine, la (23F)-coumaroylhédéragénine et la (3Z)-coumaroylhédéragénine, avec deux acides triterpéniques connus, l'acide oléanolique et l'acide ursolique).
On a proposé aux États-Unis de l'utiliser en phytoépuration in situ, pour épurer l'eau d'une partie de ses pesticides. Il s'agit de l'atrazine, herbicide qu'elle absorbe relativement bien via son système racinaire, ainsi que l'isoproturon (testé en laboratoire, en microcosmes et pour Elodea macrophytes et Ludwigia natans).

## Liste d'espèces
- Ludwigia adscendens (L.) H.Hara
- Ludwigia alata Elliott
- Ludwigia alternifolia L.
- Ludwigia anastomosans(DC.) H.Hara
- Ludwigia arcuata Walter
- Ludwigia bonariensis (Micheli) H.Hara
- Ludwigia brevipes Eames
- Ludwigia curtissii Chapm.
- Ludwigia decurrens Walter
- Ludwigia erecta (L.) H.Hara
- Ludwigia glandulosa Walter
- Ludwigia grandiflora (Michx.) Greuter & Burdet - La ludwigie à grandes fleurs ou jussie à grandes fleurs
- Ludwigia hexapetala (Hook. & Arn.) Zardini et al.
- Ludwigia hirtella Raf.
- Ludwigia hyssopifolia (G.Don) Exell
- Ludwigia lacustris Eames
- Ludwigia lanceolata Elliott
- Ludwigia leptocarpa (Nutt.) H.Hara
- Ludwigia linearis Walter
- Ludwigia linifolia Poir.
- Ludwigia longifolia (DC.) H.Hara
- Ludwigia maritima R.M.Harper
- Ludwigia microcarpa Michx.
- Ludwigia octovalvis (Jacq.) P.H.Raven
- Ludwigia palustris (L.) Elliott
- Ludwigia peploides (Kunth) P.H.Raven - La jussie rampante
- Ludwigia perennis L.
- Ludwigia peruviana (L.) H.Hara
- Ludwigia pilosa Walter
- Ludwigia polycarpa Short & Peter
- Ludwigia ravenii C.I.Peng
- Ludwigia repens J.R.Forst.
- Ludwigia sedioides (Humb. & Bonpl.) H.Hara
- Ludwigia simpsonii Chapm.
- Ludwigia sphaerocarpa Elliott
- Ludwigia virgata Michx.